# Julius Eichberg

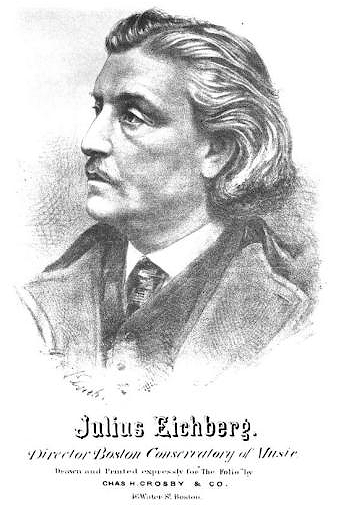
Julius Eichberg

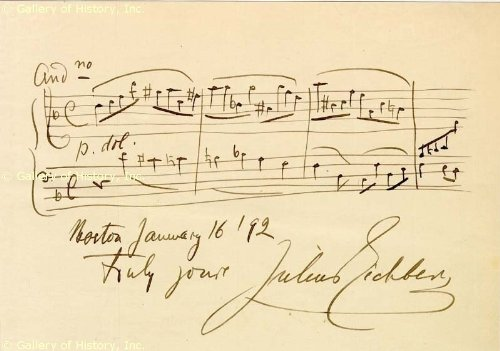
Zeilen von Eichbergs Hand

Julius Eichberg (* 13. Juni 1824 in Düsseldorf; † 18. Januar 1893 in Boston) war ein deutsch-amerikanischer Violinist und Komponist.

## Leben
Julius Eichberg wurde schon in seinen Kinderjahren an der Musikhochschule in Würzburg ausgebildet und wechselte im Alter von 16 oder 19 Jahren auf Empfehlung Felix Mendelssohn Bartholdys an das Konservatorium in Brüssel. Er erhielt sowohl in Violinspiel als auch in Komposition einen ersten Preis dieser Institution, wechselte in die Schweiz und arbeitete in Basel und Bern, ehe er eine Laufbahn am Konservatorium in Genf einschlug. In Genf war er auch Kirchenmusikdirektor.
1856 oder 1857 übersiedelte er in die Vereinigten Staaten. Er lebte zunächst einige Zeit in New York City und zog dann nach Boston. Sieben Jahre lang, von 1859 bis 1866, leitete er dort das Orchester im Boston Museum. Julius Eichberg gründete 1867 das Bostoner Konservatorium, dessen Direktor er wurde. Ferner arbeitete er als Superintendent für Musik der Public Schools von Boston.
Er schrieb mehrere Werke zur Musikpädagogik, darunter Eichberg's Complete Method for the Violin, und veröffentlichte ab den 1860er Jahren etliche Operetten. Diese tragen die Titel The Doctor of Alcantara (Libretto von Benjamin Edward Woolf), The Rose of Tyrol, The Two Cadis und A Night in Rome.
Eichberg starb am 18. Januar 1893 im Alter von 68 Jahren in Boston.